# Interpolationssatz von Stampacchia
Der Interpolationssatz von Stampacchia, welcher vom italienischen Mathematiker Guido Stampacchia aufgestellt wurde, ähnelt im Grunde dem Interpolationssatz von Marcinkiewicz, wobei hier aber nicht zwischen {\displaystyle L^{p}}-Räumen interpoliert wird, sondern durch {\displaystyle L^{\infty }\left(Q_{0},\mathbb {R} ^{N}\right)\rightarrow } BMO{\displaystyle \left(Q_{0},\mathbb {R} ^{\phi }\right)}.

## Definition des Satzes
Sei {\displaystyle Q_{0}} ein Würfel im {\displaystyle \mathbb {R} ^{N}} und {\displaystyle T} eine lineare Abbildung von {\displaystyle L^{s}\left(Q_{0},\mathbb {R} ^{N}\right)} nach {\displaystyle L^{s}\left(Q_{0},\mathbb {R} ^{\phi }\right)}, welche zudem {\displaystyle L^{\infty }\left(Q_{0},\mathbb {R} ^{N}\right)} nach {\displaystyle \mathrm {BMO} \left(Q_{0},\mathbb {R} ^{\phi }\right)} abbildet, so dass
{\displaystyle \|Tf\|_{L^{s}\left(Q_{0},\mathbb {R} ^{\phi }\right)}\leqslant A_{s}\|f\|_{L^{s}\left(Q_{0},\mathbb {R} ^{N}\right)}\quad \forall f\in L^{s}\left(Q_{0},R^{N}\right)}
{\displaystyle [Tg]_{*,Q_{0}}\leqslant A_{\infty }\|g\|_{L^{\infty }\left(Q_{0},\mathbb {R} ^{N}\right)}\quad \forall g\in L^{\infty }\left(Q_{0},\mathbb {R} ^{N}\right)}.
Für alle {\displaystyle p} mit {\displaystyle s<p<\infty } bildet dann {\displaystyle T} den Raum {\displaystyle L^{p}\left(Q_{0},\mathbb {R} ^{N}\right)} nach {\displaystyle L^{p}\left(Q_{0},\mathbb {R} ^{\phi }\right)} ab mit
{\displaystyle \left\|T\mu -(T\mu )_{Q_{0}}\right\|_{L^{p}\left(Q_{0},\mathbb {R} ^{\phi }\right)}\leqslant A_{p}\|\mu \|_{L^{p}\left(Q_{0},\mathbb {R} ^{N}\right)}},
wobei
{\displaystyle \mathrm {CA} _{\mathrm {s} }{}^{\mathrm {s} /\mathrm {p} }A_{\infty }^{1-\left(s/p\right)}}.

## Bemerkung
Im Sinne der Definition der BMO-Räume stellt {\displaystyle \mu :Q_{0}\rightarrow \mathbb {R} ^{N}} hierbei eine integrierbare Funktion dar, für welche man
{\displaystyle [\mu ]_{*}=[\mu ]_{*,Q_{0}}:=\sup _{Q\subset Q_{0}}\int \limits _{Q}^{}\left|\mu -\mu _{Q}\right|dx},
setzt, wobei {\displaystyle Q_{0}} für einen achsenparallelen Würfel im {\displaystyle \mathbb {R} ^{n}} steht.